# Vieille Tour (Avoise)
La Vieille Tour d'Avoise est une tour fortifiée située à Avoise, en France.

## Localisation
Le monument est situé à Avoise, dans le département de la Sarthe, à 50 m à l'est de l'église Saint-Sulpice, en vallée de Sarthe.

## Historique
Construite au XVIe Siècle dans sa forme actuelle la Vieille Tour d'Avoise (dite encore "Tour à Sel") faisait partie d'un ensemble de bâtiments aujourd'hui détruits. Elle servait de "tour de gué" permettant de surveiller les débarquements sur la Sarthe des cargaisons de sel provenant du Mans. Elle était encore à peu près intacte il y a quelques décades, comme plusieurs photographies et cartes postales prises aux alentours de 1900 en témoignent. Ce n'est qu'aux alentours des années 1960 que la municipalité de l'époque décida, par mesure de sécurité, d'araser ce monument.

## Architecture
L'édifice est inscrit au titre des monuments historiques le 6 janvier 1926.